# Mémorandum d'entente sur un partenariat stratégique entre l'Union européenne et la Tunisie

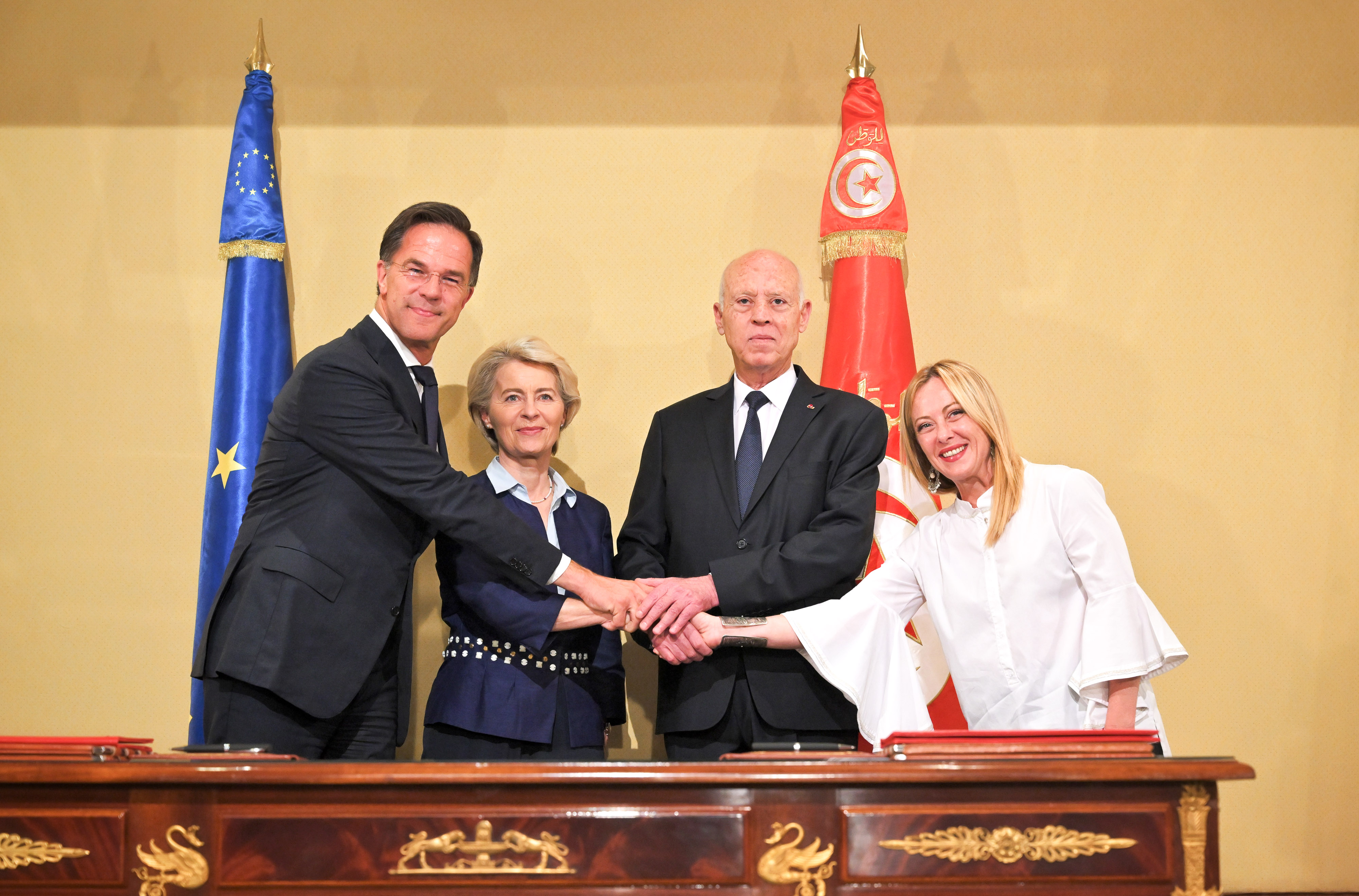
Mark Rutte, Ursula von der Leyen, Kaïs Saïed et Giorgia Meloni, à Tunis, le 16 juillet 2023.

Le mémorandum d'entente sur un partenariat stratégique et global entre l'Union européenne et la Tunisie est un accord international, conclu le 16 juillet 2023 à Tunis entre le gouvernement tunisien et la Commission européenne.
L'accord vise en particulier à lutter contre l'immigration clandestine en Méditerranée centrale et à faciliter l'éloignement des Tunisiens en situation irrégulière dans les États de l'Union européenne.
Le texte est formellement signé par le commissaire européen à l'Élargissement et à la Politique européenne de voisinage, Olivér Várhelyi, et le secrétaire général du ministère tunisien des Affaires étrangères, des Migrations et des Tunisiens de l'étranger, Mounir Ben Rjiba.
La signature a lieu en présence de la présidente de la Commission européenne, Ursula von der Leyen, de la présidente du Conseil italien, Giorgia Meloni, et du Premier ministre néerlandais, Mark Rutte, aux côtés du président de la République tunisienne, Kaïs Saïed.

## Contexte

Route migratoire de la Méditerranée centrale.

La conclusion de cet accord s'inscrit dans le contexte de la crise migratoire tunisienne de 2023, et plus globalement dans le cadre de la crise migratoire en Europe des années 2010 et 2020.
Depuis plusieurs mois, la Tunisie préoccupe les pays européens, en particulier l'Italie, en raison de ses difficultés économiques et du risque d'une accélération des départs de migrants depuis ses côtes.

## Suites
Sur la base de ce modèle tunisien, l'Union européenne souhaiterait négocier des partenariats similaires avec le Maroc et l'Égypte, portant notamment sur la lutte contre l'immigration irrégulière, afin de juguler les flux migratoires clandestins émanant respectivement des routes migratoires de la Méditerranée occidentale et de la Méditerranée orientale.